# Porcia Maura
Porcia Maura (Murgi, segle ii.) fou una il·lustre matrona romana de la ciutat de Murgi (El Ejido) a la provincia de la Bètica, a la qual foren dedicades làpides, un monument funerari i uns Jocs Circenses.
La primera notícia de Porcia Maura apareix el 1876 quan fou descobert, a la zona del Cerrillo de Ciavieja, un pedestal funerari amb el següent text escrit en llatí: «A Porcia Maura. El seu marit Lucio Pedanio Venusto i els seus fills Lucio Pedanio Clarus i Lucio Pedanio Lupus emplaçaren aquest monument per a la esposa immillorable i mare piadosíssima i li fou dedicada la celebració d'uns jocs circenses en aquest lloc concedit per la República (Murgitana)». Aquesta làpida és una de les poques inscripcions que mencionen Murgi, ciutat costera d'una certa rellevància en el segle ii dC. amb un circ, termes, bon clima i bones terres de cultiu, al límit de les províncies romanes de la Bètica i la Tarraconense, a prop de les mines de plom i de plata de la Serra de Gàdor.
La tomba de Porcia Maura fou trobada a una profunditat d'uns cinc metres, en un sarcòfag metàl·lic on se'n conservava l'esquelet amb les vestidures consumides per la humitat, però cobert de joies que pesaren 54 unces (1,5 kg) i que, després de ser fotografiades, foren traslladades a l'Abadia del Sacro Monte de Granada. Actualment es consideren perdudes.
El pedestal funerari fou venut i finalment romangué més de cent-cinquanta anys dipositat a la finca San José de Màlaga, una hisenda de l'orde de Sant Joan de Déu.
L'any 2017 l'Ajuntament de El Ejido dedicà els actes del Dia Internacional de les Dones a Porcia Maura, primera figura femenina rellevant de l'antiga ciutat de Murgi. El 2020, després de diverses negociacions, fou recuperat el pedestal funerari, que passà a formar part del valuós patrimoni arqueològic de la ciutat. També es decidí homenatjar la il·lustre dama dedicant-li un carrer i una estàtua de bronze de 8 metres, que serà ubicada en una rotonda a l'entrada del jaciment arqueològic de Ciavieja.